# リュクサンブール公園

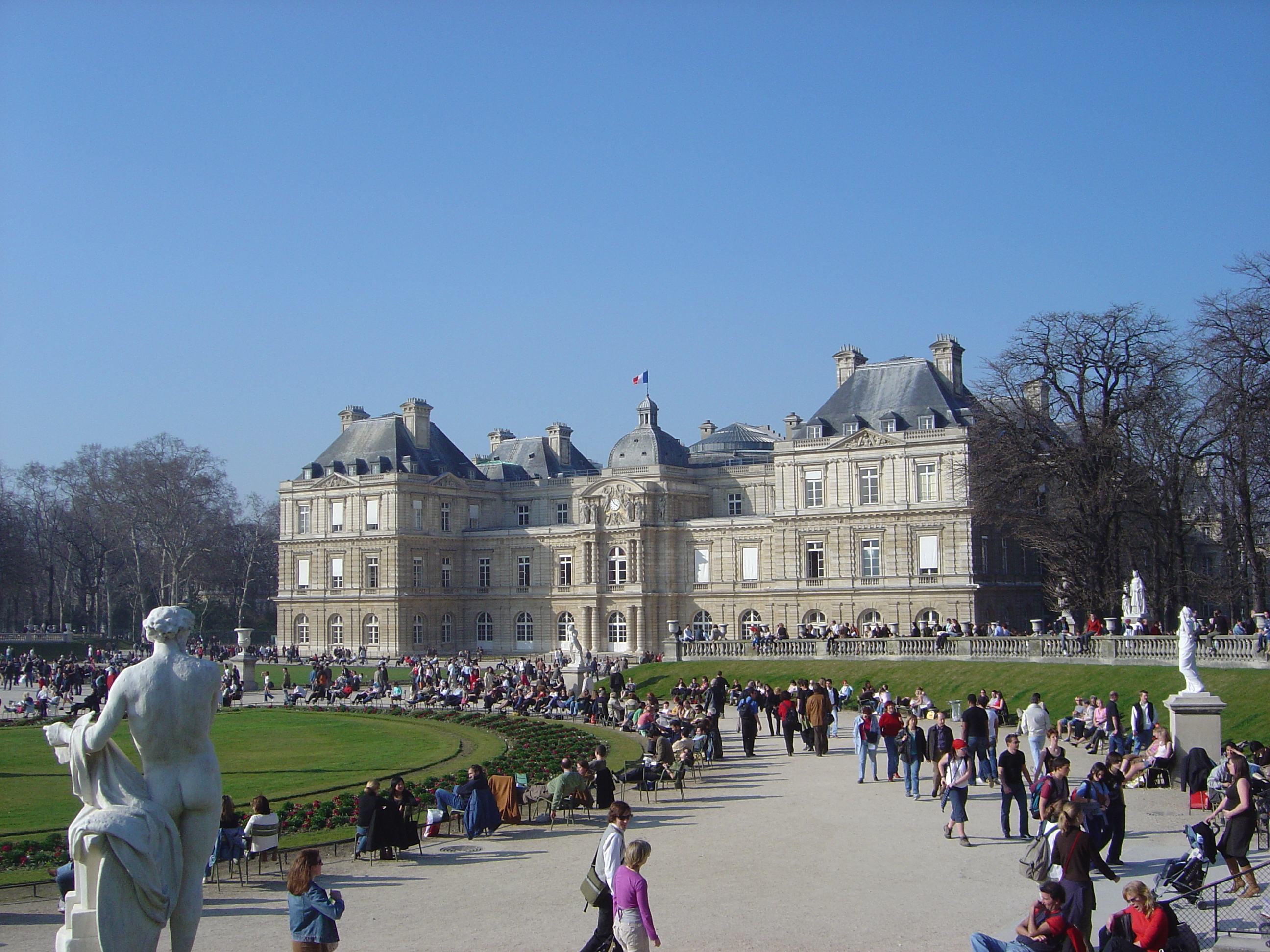
リュクサンブール宮殿の前でくつろぐ人々

リュクサンブール公園（リュクサンブールこうえん、フランス語: Jardin du Luxembourg）は、フランスのパリ6区にある公園。リュクサンブール庭園と訳されることもある。
1612年にマリー・ド・メディシスがジャック・ボワソーに命じてリュクサンブール宮殿に付随するものとして造園された。統領政府期以降元老院の敷地となっている。元老院の議場等は、庭園北端のリュクサンブール宮殿に入っている。リュクサンブール公園は元老院の庭園にあたるが、一般に公開されており、パリ市民の憩いの場の一つとなっているほか、観光名所にもなっている。
22万4500平方メートル（22.45ヘクタール）の広さを持ち、うち21ヘクタールが公開されている。パリ市内では、ラ・ヴィレット公園（55ヘクタール）・テュイルリー庭園（25.5ヘクタール）・ビュット・ショーモン公園(25ヘクタール)等に次ぐ最大級の公園である。日比谷公園は16ヘクタール。

## 特徴
リュクサンブール公園には、幼い子供とその両親向けに、フェンスで囲まれた広い遊び場がある。あやつり人形の劇場やメリー・ゴー・ラウンドもある。時には、ポニーの騎乗を楽しむこともできる。無料の音楽公演が広場のガゼボで開かれ、木陰の小ぢんまりとした手頃なレストランでは、多くの人々が屋内外で音楽とワインを楽しんでいる。
庭園の穏やかな雰囲気はよく知られている。小さな池では子供たちがおもちゃのボートで遊んでいる。池の周りには、かつてのフランス王妃の像が並んでいる。
パリ国立高等鉱業学校と劇場のオデオン座が、リュクサンブール公園に隣接している。
開放時間は季節（日の長さ）によって変わり、開門は07:30 から08:15頃 、閉門は16:45から21:45頃となっている。
庭園の東にRER B線のリュクサンブール駅がある。

## 彫像

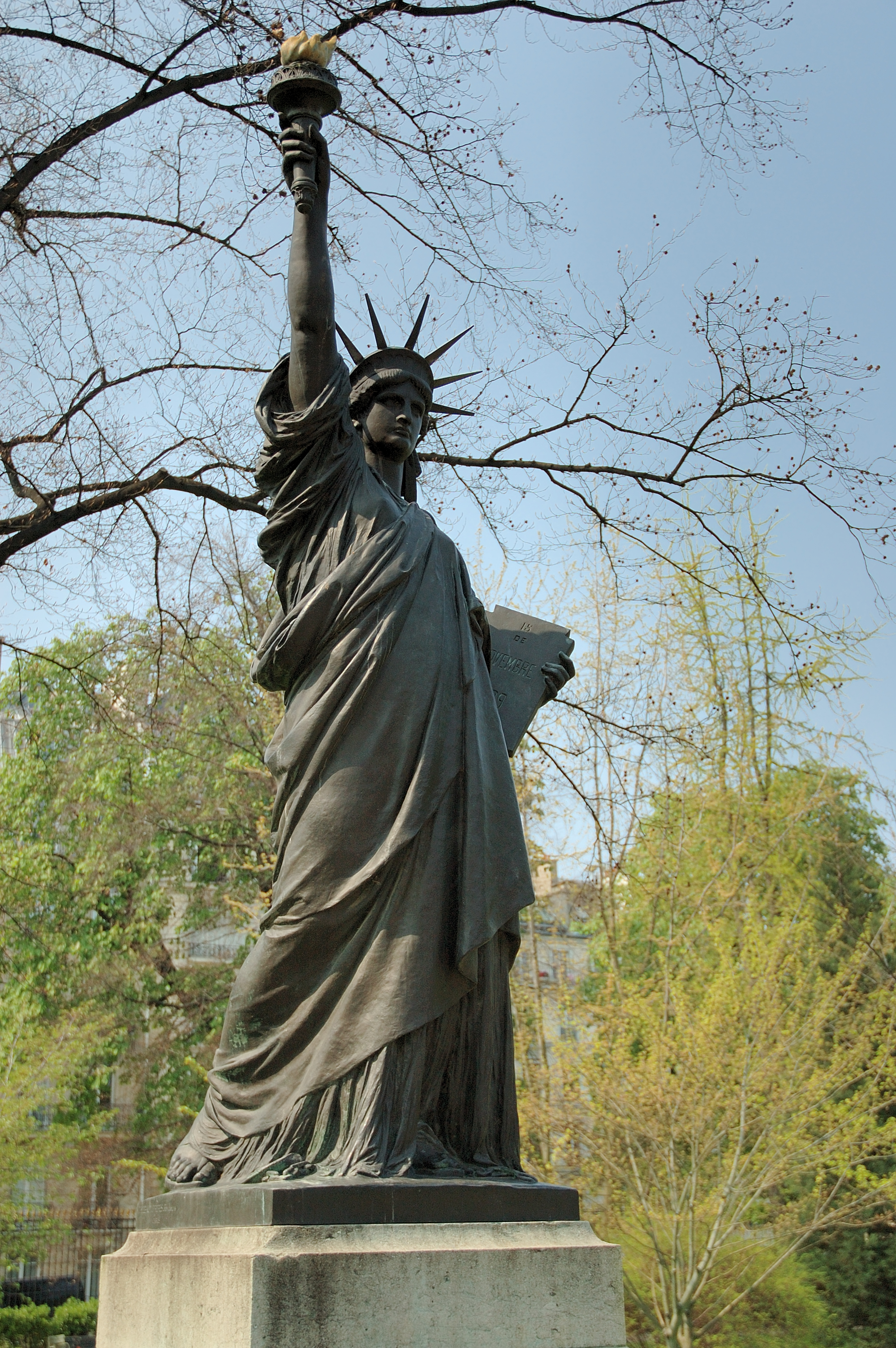
自由の女神像

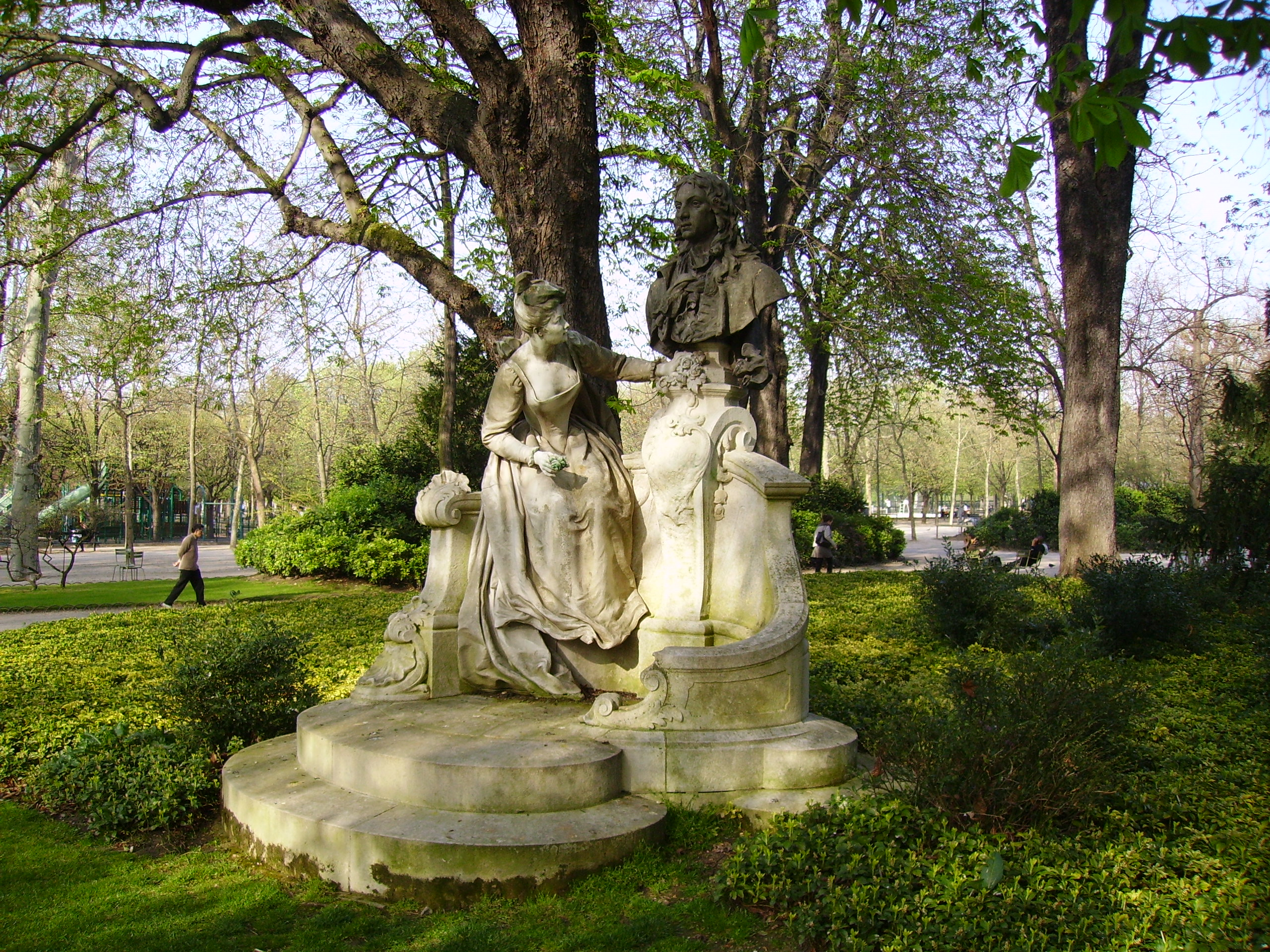
アントワーヌ・ヴァトーの記念碑。アンリ・デジレ・ゴーキェ作。1896年。

庭園のあちこちに、合計100以上の彫像、記念碑、噴水がある。
中央の緑地の周りには、歴史上のフランスの王妃と女性の聖人の像が20ほど、台座の上に立っている。この中には、ジャンヌ・ダルブレ、ブランシュ・ド・カスティーユ、アンヌ・ドートリッシュ、ルイーズ・ド・サヴォワ、アンヌ・ド・ボージューのものもある。
他の彫像は以下の通り。
- 『ピエール・ギヨーム・フレデリク・ル・プレイ(フランス語版)』、アンドレ＝ジョゼフ・アラール作。1906年。
- 『自由の女神像』の最初のモデル、フレデリク・バルトルディ作。1870年。
- 『真実の口』、ジュール・ブランシャール作。
- 『ルートヴィヒ・ヴァン・ベートーヴェン』、アントワーヌ・ブールデル作。1978年設置。
- 『アンリ・ミュルジェールへのモニュメント』、アンリ＝テオフィル・ブイヨン作。1895年。
- 複数の動物の彫刻、オーギュスト・カイン作。
- 『ドラクロワへのオマージュ』、1890年。『セイレーンの勝利』、1885年。ともにジュール・ダルー作。

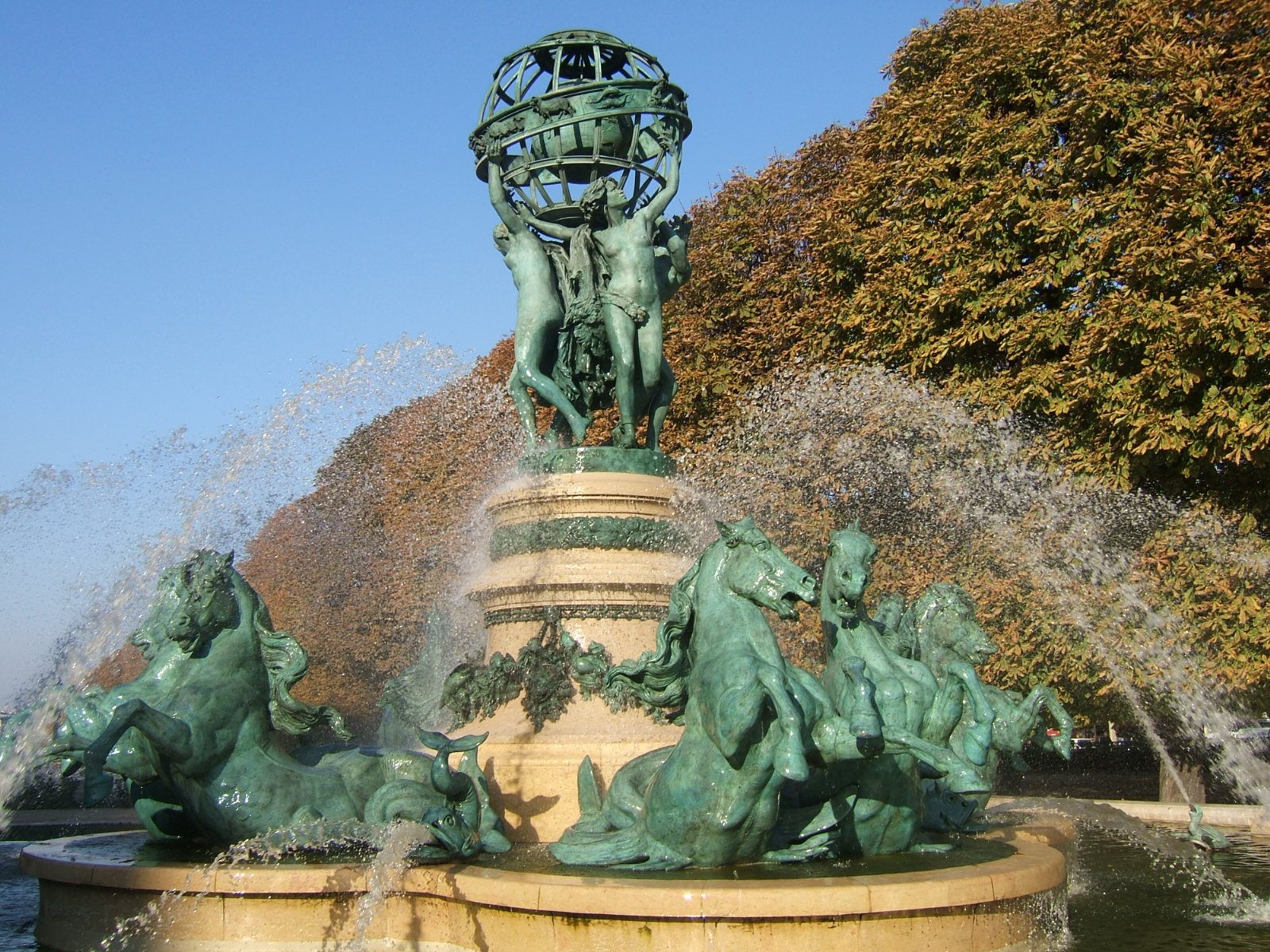
天文の泉

- 『アントワーヌ・ヴァトーへのモニュメント』、1896年。アンリ・デジレ・ゴーキェ作。
- 『ナルシス像』、1869年。『イルカに乗ったアリオン』、1870年。いずれもエルネスト＝ウジェーヌ・イオール作。
- 『ヒッポメネース』、ジャン＝アントワーヌ・アンジャルベール作。
- 『シャルル・ボードレールの胸像』、ピエール＝フェリクス・マッソー作。
- 『アーキスとガラテアを驚かせたポリュペーモス』（「メディシスの泉」に設置）、 オーギュスト・オッタン作。1866年。
- 『クレマンス・イサウレ』 、アントワーヌ＝オーギュスタン・プレオー作。
- 『テセウスとミノタウロス』、ジュール・ラメ作。1826年。
- 『アルフェイオス川の流れを変えるヘラクレス』、または『努力』、1898年。ピエール・ロシュ作。
- 『ポール・ヴェルレーヌ』、1911年。ロド作。
- 『エドアール・ブランリーへのモニュメント』、シャルル・マリー・ルイ・ジョゼフ・サラベゾール作。
- 『フレデリック・ショパン記念碑』、ポール・デュボア作。
- 『ジョルジュ・サンド』（1904年）、フランソワ＝レオン・シカール作。
- 『ジュール・マスネ』（1926年）、ラウール・ヴェルレ作。

## 天文の泉
リュクサンブール公園の南端、「マルコ・ポーロの庭」に、1874年「天文の泉」（fr:Fontaine des Quatre-Parties-du-Monde, 別名「4大陸の泉」「カルポーの泉」）が作られた。
この泉は1867年、Avenue de l'Observatoire （「天文台大通り」の意）の開発に伴って設置された。
ブロンズ製の泉は、4人の彫刻家によって製作された。ルイ・ヴィユミノ(Louis Villeminot)は噴水の土台周りのガーランド・フェストーン（花飾り）を制作した。動物を得意とする彫刻家エマニュエル・フレミエは、8頭の馬、海亀、水を噴き出す魚をデザインした。ジャン＝バティスト・カルポーは、もっとも重要な4人の女性の裸像を彫刻した。この女性像は地球を支えており、アフリカ、アメリカ、アジア、ヨーロッパの各大陸を象徴している。ウジェーヌ・ルグラン(Eugène Legrain）は女性が支える球体の黄道十二宮の帯などを制作した。

## 画像

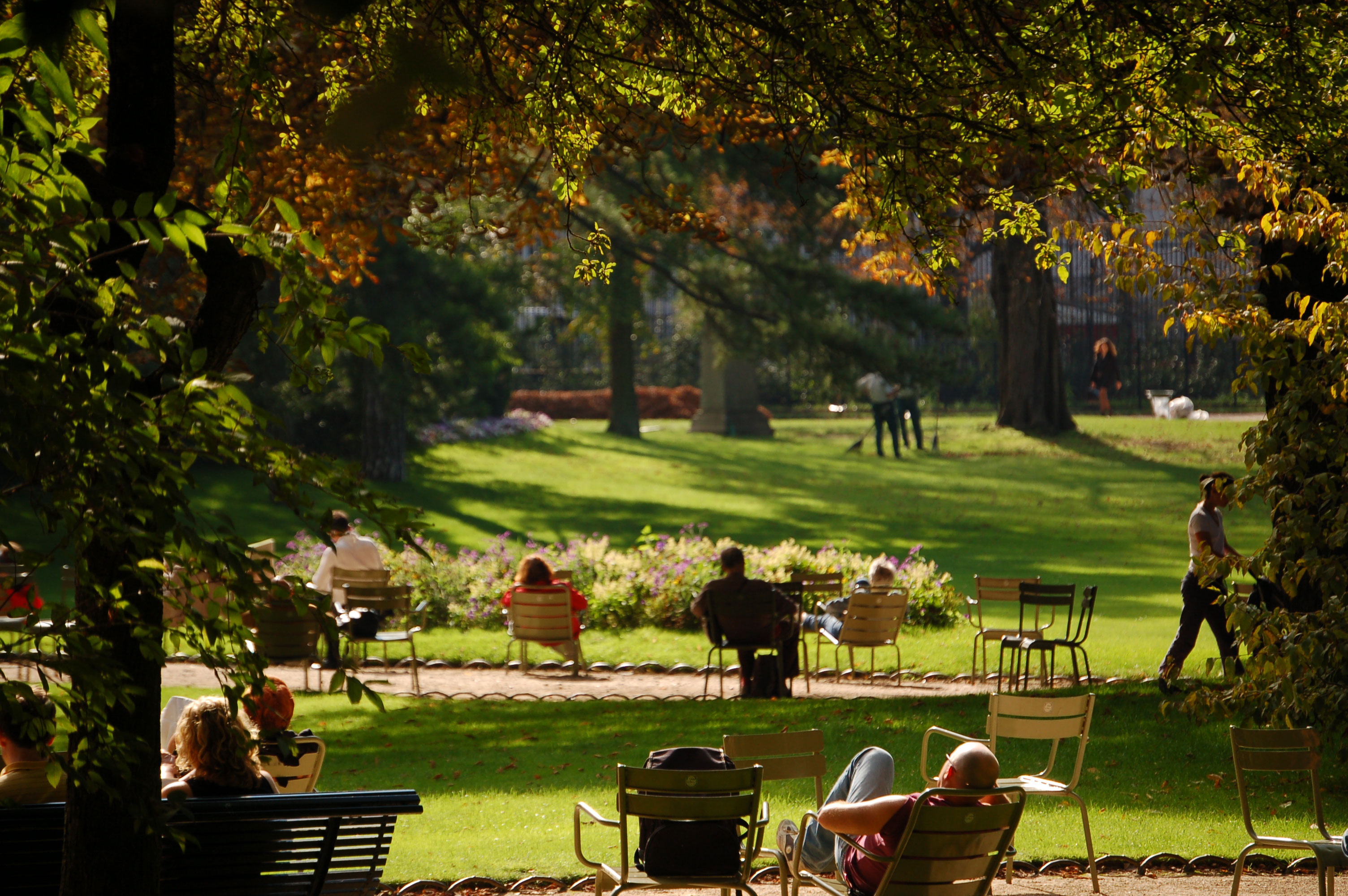
「 Luco 」でくつろぐ人々
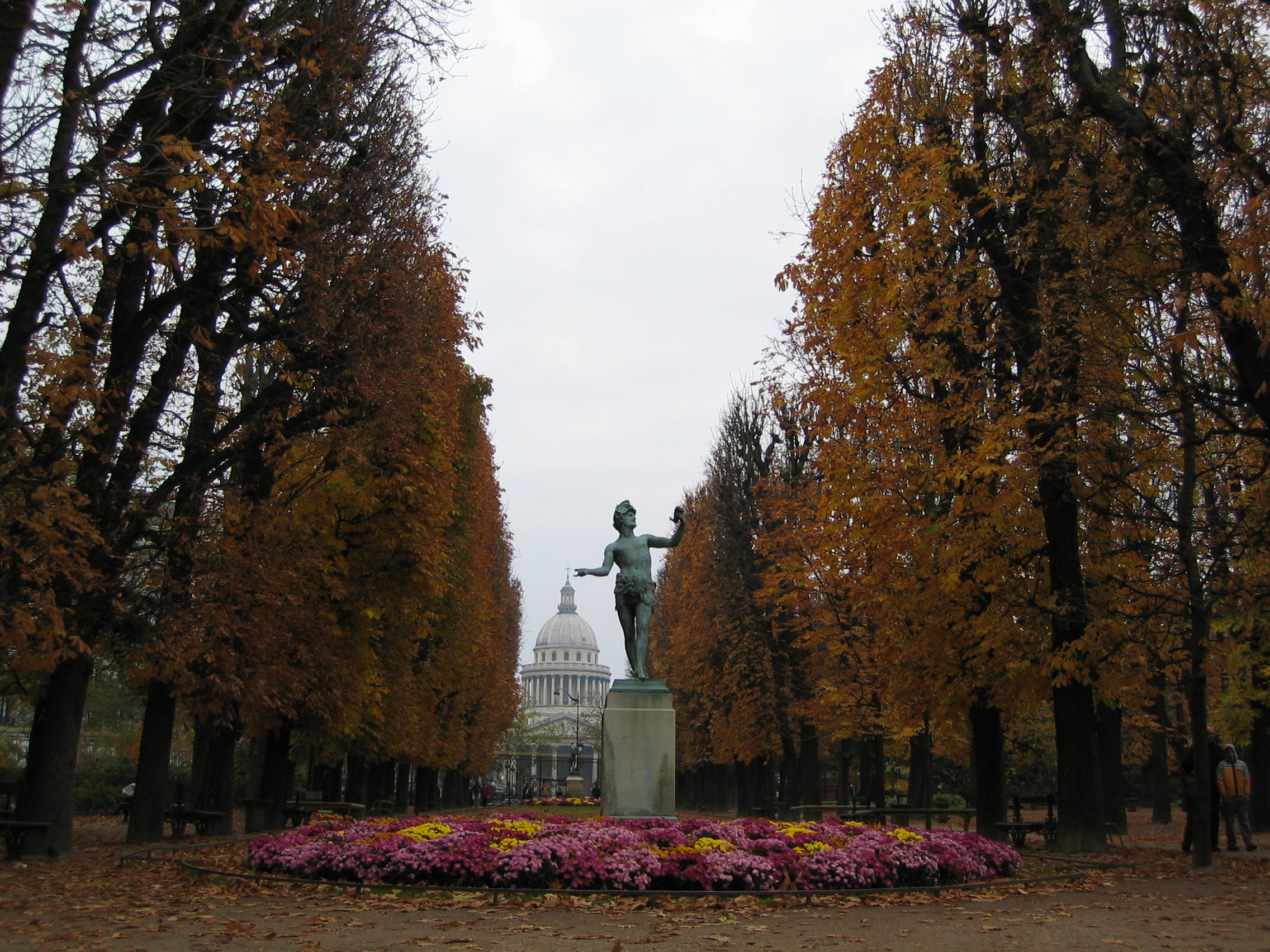
パンテオン遠望
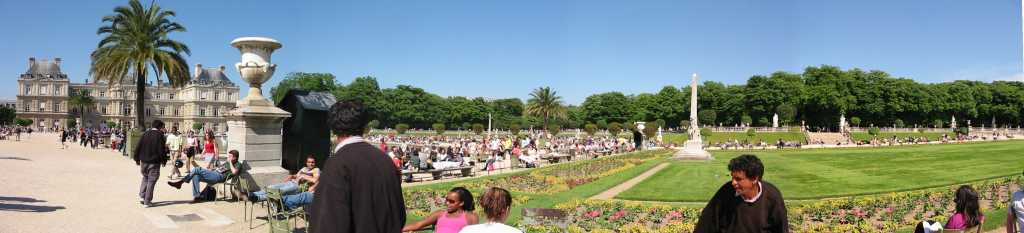
リュクサンブール庭園のパノラマ
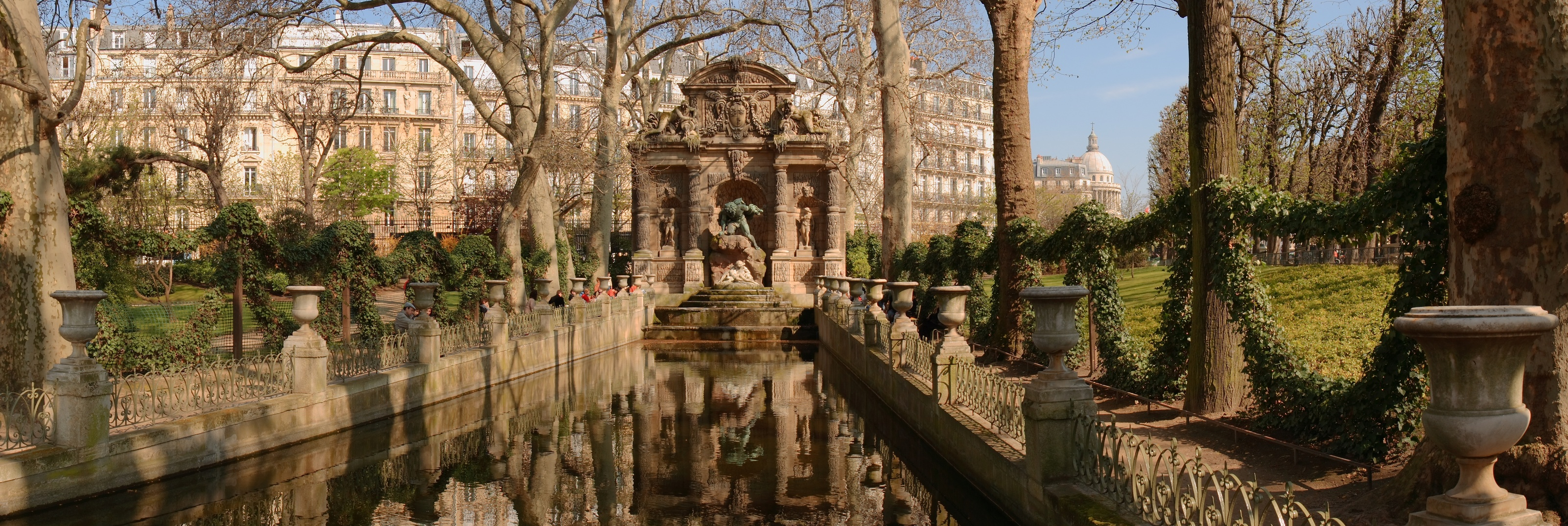
マリー・ド・メディシスの泉
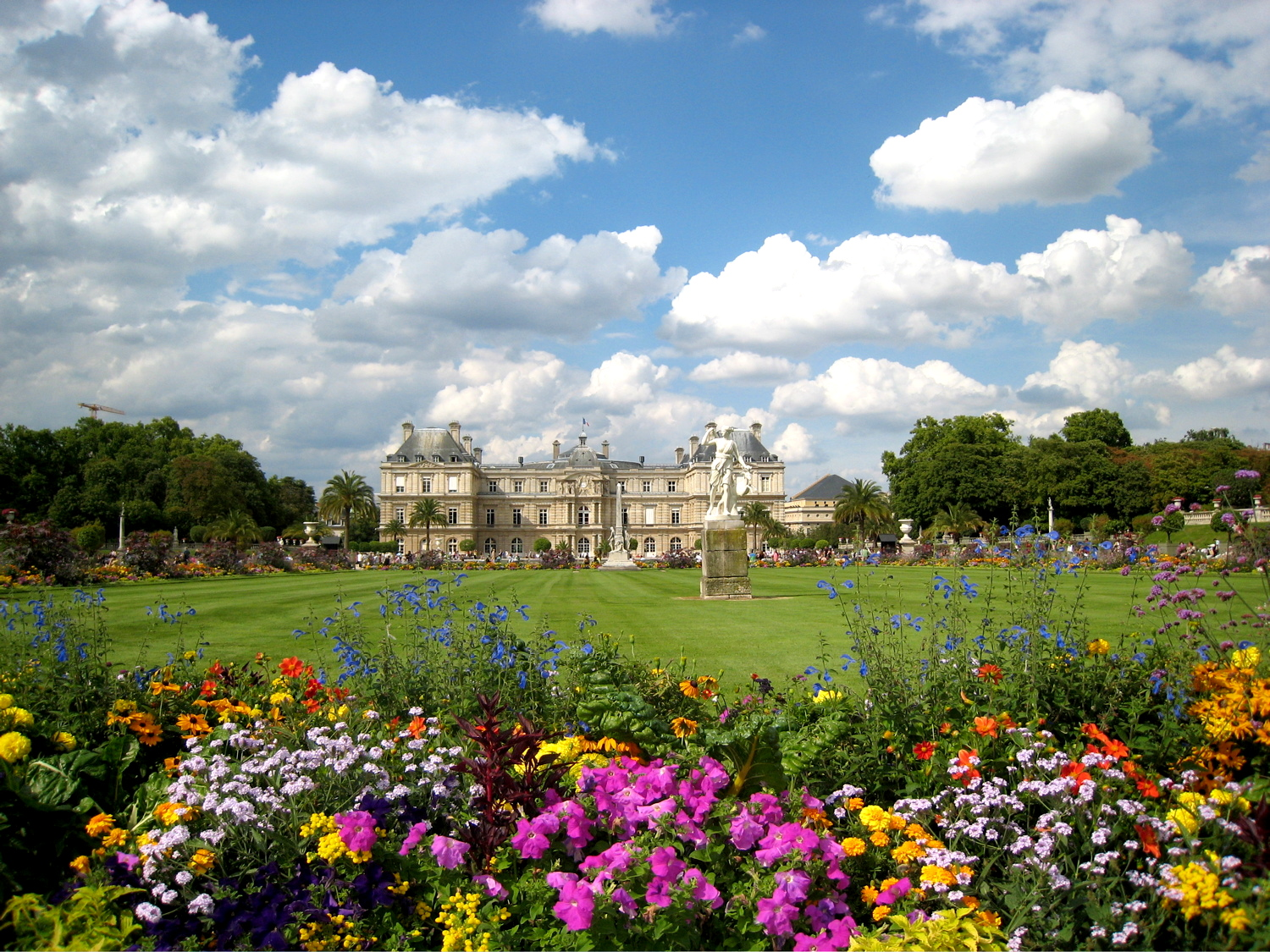
8月の花壇
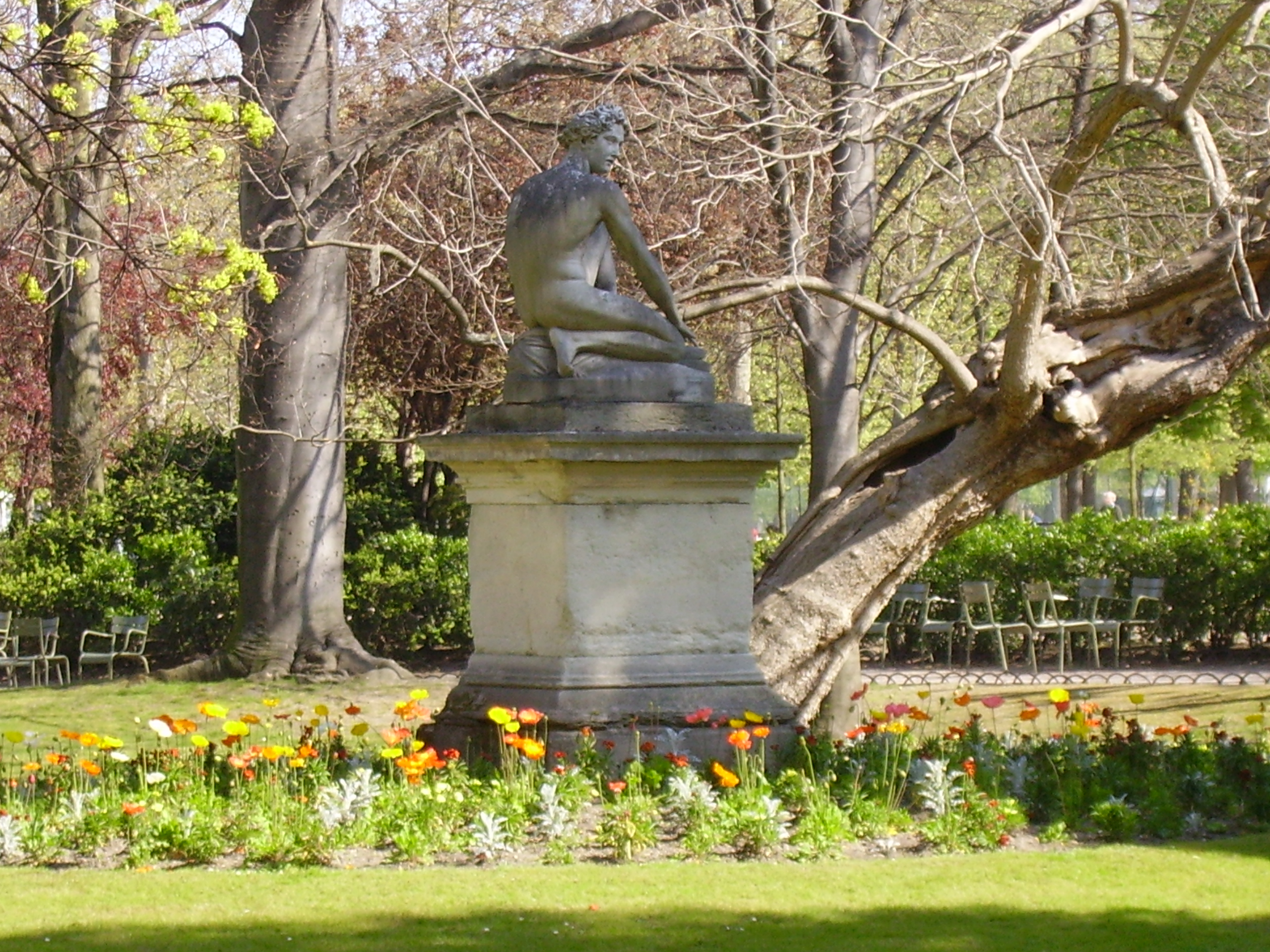
ブナの木の下の像
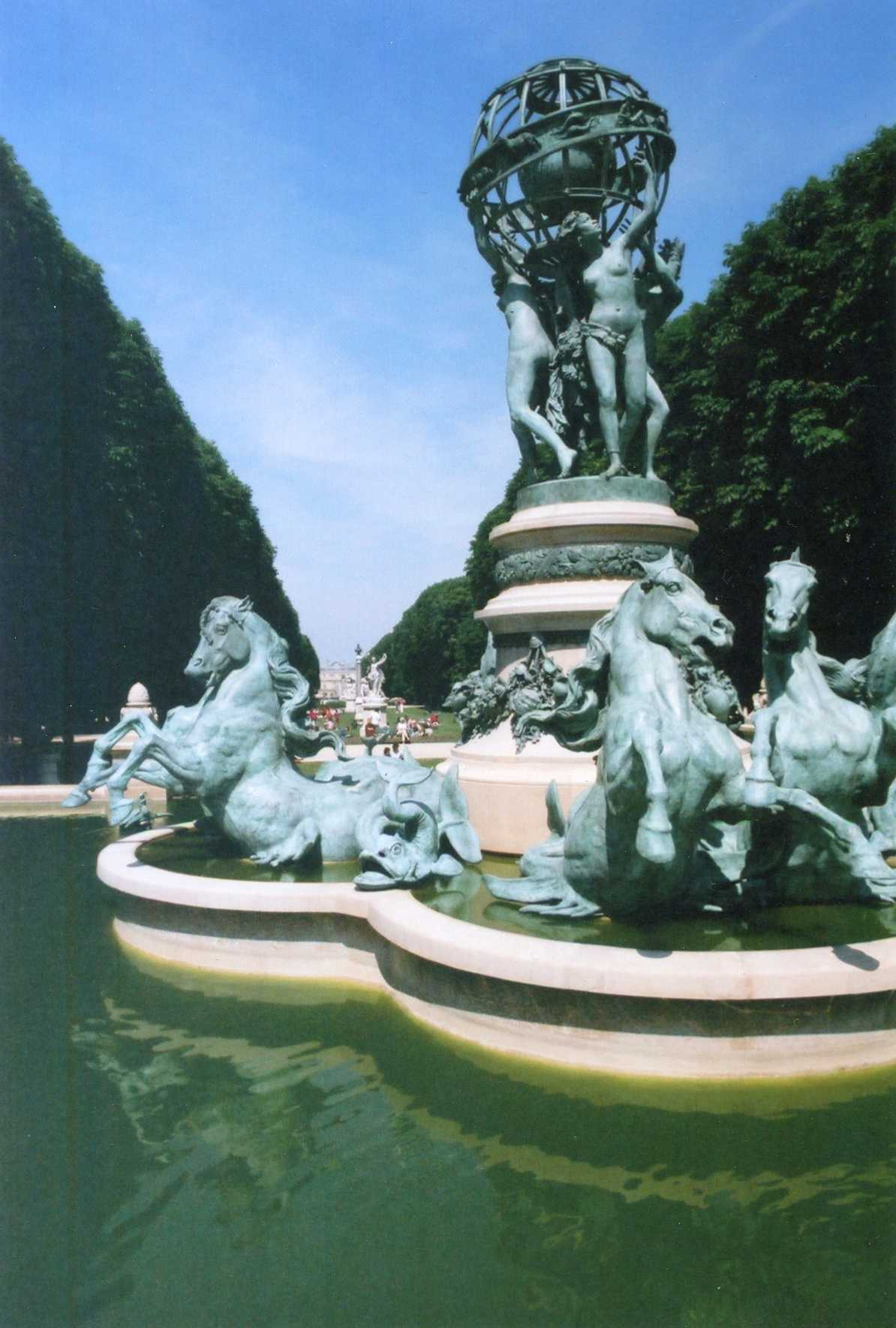
天文の泉
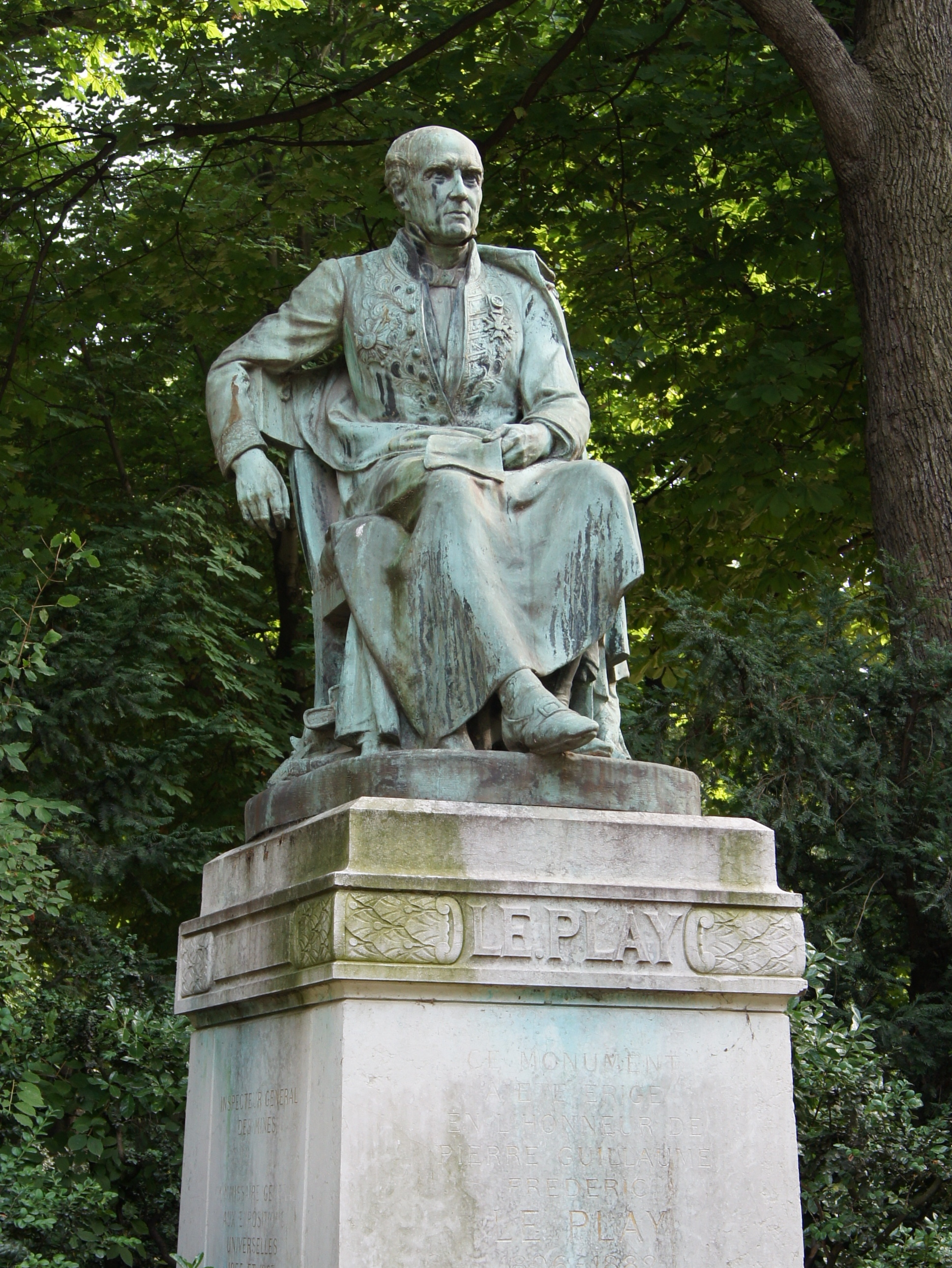
フレデリック・ル・プレイ像
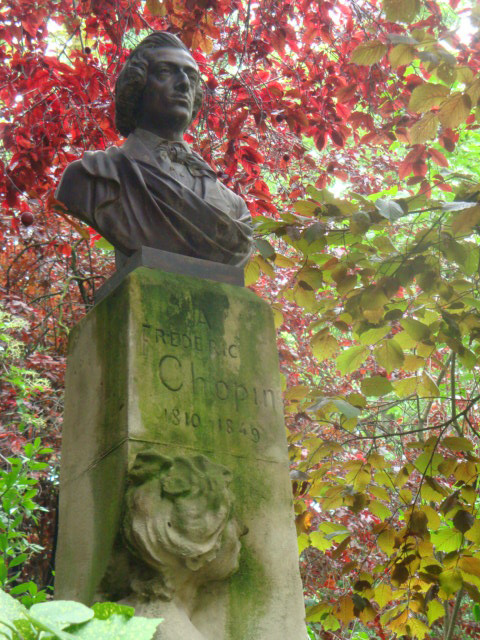
フレデリック・ショパン記念碑